# Daniel Kowalski
Daniel Kowalski (n. 2 iulie 1975, Singapore) este un înotător australian, medaliat olimpic. A participat la 2 ediții ale Jocurilor Olimpice (1996, 2000) în care a câștigat două medalii de aur, două medalii de argint și două medalii de bronz.